# Aeropuerto Internacional de Bangui M'Poko
El Aeropuerto Internacional Bangui M’Poko es un aeropuerto ubicado a 7 kilómetros al noroeste de Bangui, capital de la República Centroafricana.
En 2004, el aeropuerto recibió a 53.862 pasajeros.

## Aerolíneas y destinos
| Aerolíneas      | Destinos                 |
| --------------- | ------------------------ |
| Air France      | París                    |
| ASKY Airlines   | Douala, Lome             |
| Kenya Airways   | Douala, Entebbe, Nairobi |
| Royal Air Maroc | Casablanca               |